# 金融資本主義
金融資本主義（英語：finance capitalism / financial capitalism）是生产過程從屬於金融体系內貨幣利潤積累過程的關係。因此，金融资本主义是资本主义的一种形式，储蓄到投资的中介在经济中成为主导功能，广泛影响政治进程和社会发展。从20世纪晚期开始，在有时被称为金融化的过程中，无论是在新自由主義还是其他形式中，它都已成为全球经济的主导力量。

## 特征
金融资本主义的特点是对通过购买、出售或投资货币和金融产品（例如债券、股票、期货和其他衍生工具）并从中获利的追求占据了主导地位。它还包括利息贷款；马克思主义分析家（金融资本主义一词最初源自他们）视之为剥削以向非劳动者提供收入。资本主义经济观念的学术捍卫者，如歐根·博姆-巴維克，认为这样的利润是迂回性生产的一部分，它通过这种生产来实现增长，并對沖不可避免的风险。
在金融资本主义中，从银行到投资公司，金融中介机构都成为人们关注的焦点。存款银行吸引储蓄并放贷，而投资银行则在银行间市场上获得资金以再贷款作投资用途，相比之下，投资公司则代表其他公司，将其股票或证券出售给投资者作投资用途。

### 社会影响
金融资本主义一词的含义超出了金融中介在现代资本主义经济中的重要性。它还包含财富持有人对政治进程和经济政策目标的重大影响。
托马斯·帕利认为，21世纪金融资本的主导地位导致相较于全球经济中企业成长的投资，投机——赌场资本主义（Casino Capitalism）——更受偏好。

## 历史发展
鲁道夫·希法亭认为是将金融资本主义一词带入公众视野的第一人，他在1910年对第一次世界大战之前德国信托、银行和垄断部门之间的联系进行了研究，列宁将其纳入了他在战时对帝国主义关系的分析中。列宁得出的结论是，银行“是全部资本主义国民经济体系的神经中枢”： 对于第三国际，“金融资本主义专政”一词成为常规。
以这种传统的马克思主义观点，金融资本主义被看作是工业资本主义的辩证产物，是整个资本主义历史阶段结束的过程的一部分。其观点或多或少和托斯丹·范伯倫的观点类似，认为金融资本主义与工业资本主义形成对比，后者是从商品生产中获利的。
費爾南·布勞岱爾后来指出，在人类历史上两个较早时期出现过金融资本主义，分别是16世纪的热那亚人和17、18世纪的荷兰人，尽管当时正是它从商业资本主义（commercial capitalism）发展而来。杰奥瓦尼·阿瑞基扩展了布勞岱爾的分析，认为只要商业/工业资本主义扩张的前一个阶段达到稳定的高水平，金融资本主义的主导地位便是一种反复出现的长期现象。
而到20世纪中叶，工业公司已取代银行系统成为成功的主要经济标志，20世纪后期衍生品和新型银行业务模式的发展迎来了新的（历史上第四次）金融资本主义时期。
詹明信（Fredric Jameson）认为金融资本主义这一现阶段的全球化抽象概念是后现代主义文化表现的基础。

## 延伸阅读
- Rudolf Hilferding, Finance Capital (1981[1910])
- Giovanni Arrighi, The Long Twentieth Century: Money, Power, and the Origins of our Times (1994)
- John Kenneth Galbraith, The New Industrial State (1974)